# Maxim Jakubowski
Maxim Jakubowski (* 19. Oktober 1944 in London) ist ein britischer Science-Fiction-, Krimi-, Erotik-Schriftsteller, Rockmusik-Texter und Musikkritiker.

## Biografie
Jakubowski wurde 1944 in England als Sohn russisch-britischer und polnischer Eltern geboren, wuchs aber in Frankreich auf. Jakubowski hat auch in Italien gelebt und ist viel gereist. Jakubowski hat die Science-Fiction-Anthologie Quasar 2  (1979) für die 37. World Science Fiction Convention in Brighton herausgegeben und Travelling Towards Epsilon, eine Anthologie der französischen Science-Fiction. Er hat auch eine Kurzgeschichte zu dieser Anthologie beigetragen.

## Buchhandlung Murder One
Jakubowski hat viele Jahre im Buchverlagswesen gearbeitet, das er verlassen hat, um die Buchhandlung Murder One zu eröffnen. Es war Großbritanniens erster spezialisierter Kriminal- und Mystery-Buchladen. Der Laden schloss 2009, ein Opfer des Internets laut Jakubowski.

## Schaffen
Zu seinen Romanen gehören It's You that I Want to Kiss, Because She Thought She Loved Me, The State of Montana, On Tenderness Express, Kiss Me Sadly, Confessions of a Romantic Pornographer und I Was Waiting for You. Seine Kurzgeschichtensammlungen sind Life in the World of Women, Fools for Lust und American Casanova. Insgesamt schrieb er bisher über 70 Sachbücher und Romane.
Er ist ein regelmäßig im britischen Fernsehen und Radio zu sehen und zu hören und wurde bei einer Umfrage auf der Crimespace-Website zum vierten Sexiest Writer des Jahres 2007 gewählt. Ekaterina and the Night wurde 2011 veröffentlicht und verband Krimi mit Erotik, ebenso wie sein neuester Roman The Louisiana Republic (2018).
Jakubowski war viele Jahre Vorsitzender des Arthur C. Clarke Award und ist jetzt Vorsitzender und Richter des International Dagger der Crime Writers’ Association. Er ist außerdem Mitglied des Komitees der Crime Writers’ Association und ein häufiger Kommentator in Radio und Fernsehen. Derzeit ist er ehrenamtlicher stellvertretender Vorsitzender der Crime Writers Association.
Im Oktober 2019 wurde er mit dem CWA Red Herrings Award für sein Lebenswerk ausgezeichnet. Er hat auch den Karel Award für seinen Beitrag zur europäischen Science-Fiction und den Anthony Award beim Toronto Bouchercon für das beste Sachbuch des Jahres für One Hundred Great Detectives gewonnen. Im Jahr 2020 wird er als Executive Producer für die TV-Serie Factory fungieren, die auf den Romanen von Derek Raymond basiert und vom FX Network (The Living Dead) und Hardy, Son and Baker (Taboo und A Christmas Carol) produziert wird.
Er schrieb die Kurzgeschichte Twenty Houses of the Zodiac unter dem Pseudonym Adam Barnett-Foster.
Jakubowski schrieb in den 1980er Jahren auch eine Reihe von Büchern über Rockmusik.
Er ist auch ein bekannter Kritiker und Rezensent, der 10 Jahre lang eine Kolumne zur Überprüfung von Straftaten für Time Out, London und weitere 11 Jahre für den Guardian geschrieben hat und diese Arbeit 2010 beendet hat. Seine Kolumne wechselte dann online zu Lovereading und ist seit 2017 bei Crime Time. Sein Sachbuch Following the Detectives wurde für mehrere Auszeichnungen im Mystery-Bereich in die engere Wahl gezogen.
Maxim Jakubowski ist einer von zwei Autoren hinter dem Pseudonym Vina Jackson, die mit der Reihe Eighty Days die zehn meistverkauften romantischen Erotik-Romanen schrieb, die die Bestsellerliste der Sunday Times erreichten und in 31 Ländern veröffentlicht wurden.

## Bibliografie (Auswahl)

### Als Autor
- The Louisiana Republic, Caffeine Nights Publishing 2018, ISBN 978-1-910720-95-0

### Als Herausgeber
- Twenty Houses of the Zodiac, New English Library 1979, ISBN 0-450-04333-9
  - Quasar Teil: 2., Science-fiction aus vier Kontinenten, Bastei Lübbe 1980, Übersetzer  Marcel Bieger, ISBN 3-404-22019-2.
- Lands of Never, George Allen & Unwin 1983, ISBN 0-04-823239-4
  - Phantasien aus Niemalsland, Klett-Cotta 1985, ISBN 3-608-95254-3
- Beyond Lands of Never, Unicorn / Unwin Paperbacks 1984, ISBN 0-04-823254-8
  - Jenseits der Niemandslande, Klett-Cotta 1987, ISBN 3-423-10827-4
- 100 Great Detectives, Carroll & Graf 1991, ISBN 0-88184-729-1}
Gewann 1992 den Anthony Award als „Best Critical Work“[7]
- The Mammoth Book of Erotica, Robinson, 1994, ISBN 0-7867-0787-9
  - Nächte in Samt und Seide, Rowohlt 2006, Übersetzer Johannes Sabinski, ISBN 3-499-24132-3
- The Mammoth Book of Illustrated Erotica, Running Press 2002, ISBN 0-7867-0921-9 (mit Marilyn Jaye Lewis)
- The Mammoth Book of Erotic Photography, Edition Olms 2004, ISBN 3-283-00431-5 (mit Marilyn Jaye Lewis)
- The Mammoth Book of Erotic On-Line Diaries,  Robinson 2005, ISBN 1-84529-121-2
  - Sex-Blogs Teil: 1, Die besten erotischen Online-Tagebücher, Ullstein 2008, Übersetzer Johannes Sabinski, ISBN 978-3-548-36984-6
  - Sex-Blogs Teil: 2, Noch mehr erotische Online-Tagebücher, Ullstein 2008, Übersetzer Johannes Sabinski, ISBN 978-3-548-37213-6

### Sachbuch
- The Complete Book of Science Fiction and Fantasy Lists, Granada 1983, ISBN 0-586-05678-5 (mit Malcolm Edwards)